# Какко
Ка́кко або Гакко (†617), герцог Фріульський (611—617) разом зі своїм старшим братом Тассо, син герцога Гізульфа II.

## Життєпис
Коли авари напали на Італію землі Гізульфа виявились першими на їх шляху. Герцог зібрав військо та вирушив їм назустріч, проте був розгромлений аварами, які переважали його армію чисельно. Гізульф загинув у бою, залишивши 4 синів і 4 дочок від дружини Ромільди. Його старші сини Тассо і Какко спадкували йому. Вони правили також слов'янами, які жили в долині річки Гайл.
Були підступно вбиті екзархом Равенським Григорієм, який запросив їх в Одерцо на урочисту церемонію обрізання борід. Молодші сини Гізульфа Радоальд і Грімоальд утекли до свого родича герцога Беневентського Арехіза I. Обидва вони згодом стали герцогами Беневентськими, а Грімоальд був навіть королем лангобардів.